# Șurub (mașină simplă)

Animație care arată funcționarea unui șurub. Pe măsură ce șurubul se rotește, piulița se mișcă liniar de-a lungul arborelui. Acesta este un tip de șurub numit șurub conducător.

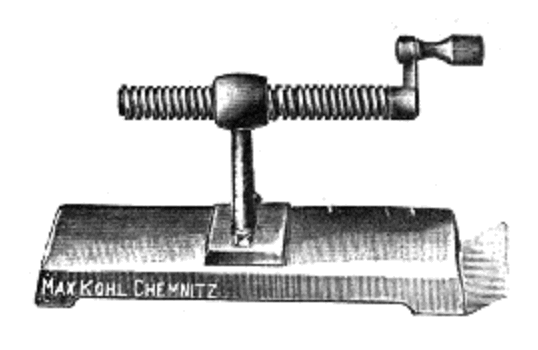
O mașină folosită pentru a demonstra acțiunea unui șurub, din 1912. Acesta constă dintr-un arbore filetat trecut printr-un orificiu filetat al unui suport fix. Când manivela din dreapta este rotită, șurubul se mișcă orizontal prin gaură.

Un șurub este un mecanism care transformă mișcarea de rotație în mișcare liniară, și cuplul (forța de rotație) într-o forță liniară. Este una din cele șase mașini simple din mecanica clasică. Cea mai comună formă este formată dintr-un ax cilindric cu adâncituri elicoidale ce formează filetul Șurubul trece printr-o gaură dintr-un alt obiect, cu filet în interiorul găurii, care se potrivesc cu filetul șurubului. Atunci când axul șurubului este rotit față de filetul staționar, șurubul se mișcă de-a lungul axei sale relativ la mediu înconjurător; de exemplu rotirea unui șurub face ca acesta să intre în lemn. În mecanismele cu șurub, fie corpul șurubului se poate roti prin intermediul unui orificiu filetat într-un obiect staționar, fie un alt obiect filetat, cum ar fi o piuliță, se poate roti în jurul șurubului static. Din punct de vedere geometric, un șurub poate fi privit ca un plan înclinat îngust înfășurat în jurul unui cilindru.
Ca și celelalte mașini simple un șurub poate amplifica forța; o mică forță de rotație (cuplu) pe arbore poate exercita o forță axială mare asupra sarcinii. Cu cât pasul, distanța dintre filetul șurubului, e mai mic, cu atât mai mare este avantajul mecanic, raportul dintre forța de intrare și de ieșire. Șuruburile sunt utilizate pe scară largă ca elemente de fixare și în dispozitive, cum ar fi capacele cu filet pentru containere, menghine, cricuri si prese cu șurub.
Alte mecanisme care folosesc același principiu, numite de asemenea șuruburi, nu au neapărat un arbore sau filet. De exemplu, un tirbușon este o spirală în formă de tijă cu vârf ascuțit, iar șurubul lui Arhimede este o pompă de apă care utilizează o cameră elicoidală care se rotește pentru a muta apa la deal. Principiul comun al tuturor șuruburi este că o elice ce se rotește poate provoca o mișcare liniară.

## Istorie

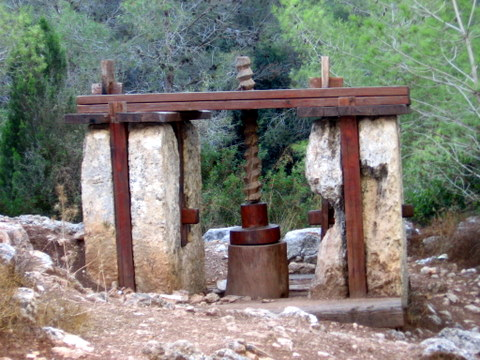
Șurub de lemn într-o presă de măsline din Roma antică

Șurubul a fost una dintre ultimele mașini de simple care a fost inventată. A apărut prima dată în Grecia antică, și până în Secolul I î.Hr. a fost folosit în prese și pentru aplicații de tipul șurubului lui Arhimede, dar data exactă când a fost inventat este necunoscută. Filozoful grec Archytas de Tarrentum (428 – 347 î.Hr.) este creditat de către greci cu această invenție. Filozoful grec Arhimede este creditat cu inventarea pompelor de apă bazate pe șurubul ce în poartă numele în jurul anului 234 î.Hr., deși există dovezi că dispozitivul ar fi venit de fapt din Egipt. Arhimede a fost primul care a studiat șurubul ca o mașină, deci, el este, uneori, considerat inventatorul șurubului.
Pentru că trebuiau să fie tăiate de mână cât mai exact, șuruburile au fost folosite doar ca legături între piese în doar câteva mașini din lumea antică. Fixarea cu șurub a început să fie folosită în ceasuri doar în secolul al XV-lea, după ce au fost inventate strungurile de filetare. Teoria dinamicii mașinilor simple, inclusiv a șurubului, a fost descrisă de către omul de știință italian Galileo Galilei în anul 1600, în Le Meccaniche („Mecanica”).:163